# Qin Gang
Qin Gang (chiń. 秦刚; ur. 1966 r. w Tiencinie) – chiński polityk i dyplomata.

## Życiorys
Urodził się w 1966 r. w Tiencinie i tam też wychował. W 1984 r. podjął studia na Uniwersytecie Stosunków Międzynarodowych, uzyskując w 1988 r. dyplom z zakresu polityki międzynarodowej.
Po studiach podjął pracę w Ministerstwie Spraw Zagranicznych Chińskiej Republiki Ludowej, początkowo w Biurze Misji Dyplomatycznych. Od 1992 do 2002 r. specjalizował się w sprawach europejskich, dochodząc do pozycji dyrektora w Departamencie do spraw Europy Zachodniej. Następnie do 2005 r. służył jako radca ambasady Chińskiej Republiki Ludowej w Wielkiej Brytanii. Systematycznie awansując, otrzymał posadę rzecznika prasowego ministerstwa, którą zajmował od 2005 do 2010 r. wraz z funkcją zastępcy dyrektora Departamentu Informacji. We wrześniu 2010 r. został pełniącym obowiązki ambasadora Chińskiej Republiki Ludowej w Londynie i pozostał na tym stanowisku do grudnia 2011 r., gdy został przeniesiony do Pekinu, gdzie objął posadę dyrektora Departamentu Informacji w Ministerstwie Spraw Zagranicznych Chińskiej Republiki Ludowej.
Od 2017 r. sprawował funkcję asystenta ministra spraw zagranicznych i dyrektora generalnego Departamentu Protokolarnego w Ministerstwie Spraw Zagranicznych Chińskiej Republiki Ludowej. Następnie, od 2018 do 2021 r., pozostawał wiceministrem spraw zagranicznych, po czym został mianowany 11. ambasadorem Chin w Stanach Zjednoczonych. Choć zaliczany do agresywnych nacjonalistów, dał się poznać wówczas jako zwolennik porozumienia z USA i współpracy. Po dwóch latach pobytu w tym kraju został w grudniu 2022 r. mianowany (jako jeden z najmłodszych w historii) ministrem spraw zagranicznych Chińskiej Republiki Ludowej. Jako minister odbył liczne podróże dyplomatyczne do Afryki i Europy, m.in. wzywając do zawieszenia broni na Ukrainie.
Po raz ostatni widziany publicznie 25 czerwca 2023 r., podczas spotkania z przedstawicielami Rosji, Wietnamu i Sri Lanki. W tym czasie strona chińska niespodziewanie odwołała bez wyjaśnienia jego spotkanie z przedstawicielem Unii Europejskiej Josepem Borrellem zaplanowane na 4 lipca, a potem jeszcze spotkanie z sekretarzem skarbu Stanów Zjednoczonych Janet Yellen i wysłannikiem prezydenta Stanów Zjednoczonych ds. klimatu Johnem Kerrym. 11 lipca ministerstwo ogłosiło, że nie jest w stanie wykonywać obowiązków z powodów zdrowotnych. Po jego zniknięciu, za wyraźną zgodą chińskich cenzorów, zaczęły ukazywać się informacje o jego romansie z reporterką chińskiej stacji Phoenix TV Fu Xiaotian, z którą miał mieć syna, będącego obywatelem Stanów Zjednoczonych. Dopiero pod koniec tego miesiąca poinformowano o jego dymisji i mianowaniu na stanowisko jego poprzednika, Wang Yi.
Według niepotwierdzonych doniesień zachodnich mediów, zmarł pod koniec lipca 2023 r. w wojskowym szpitalu w Pekinie, a przyczyną śmierci miało być samobójstwo lub tortury. Zgodnie z tymi samymi niepotwierdzonymi doniesieniami, rosyjski wiceminister spraw zagranicznych oskarżył jego i grupę czołowych oficerów sił rakietowych o przekazanie chińskich tajemnic nuklearnych zachodnim agencjom wywiadowczym.
Żonaty, z tego związku doczekał się jednego syna.